# 五嗪
五嗪（Pentazine）是含有五个氮原子的六元杂环化合物，不稳定，分子式为CHN5。
五嗪预测不稳定，会分解为氰化氢 (HCN) 和氮气 (N2)。